# Patellapis leonis
Patellapis leonis är en biart som först beskrevs av Cockerell 1940.  Patellapis leonis ingår i släktet Patellapis och familjen vägbin. Inga underarter finns listade i Catalogue of Life.